# Jesse Schell
Jesse Schell est un game designer américain, directeur de Schell Games et auteur du livre The Art of Game Design (L'Art du game design). Il est professeur à l'Université Carnegie-Mellon à Pittsburgh en Pennsylvanie depuis 2002.

## Carrière
Jesse Schell crée l'entreprise Schell Games en 2004 et est Directeur Artistique de Disney Imagineering Virtual Reality Studio. Il est professeur de Game Design à l'Université Carnegie-Mellon, à l' Entertainment Technology Center (ETC), depuis 2002. Il est président de l' Association Internationale des Développeurs de jeux (International Game Developers Association).
En 2008, Jesse Schell publie le livre The Art of Game Design (L'Art du game design).
Il participe à plusieurs conférences comme la TED Talk ou au DICE Summit en 2010  et en 2013.

## Jeux
- Pirates of the Caribbean: Battle for Buccaneer Gold
- Toontown Online
- Pirates of the Caribbean Online
- Toy Story Midway Mania
- Pixie Hollow